# Musicología en Cuba
A través de los años, la nación cubana ha desarrollado una gran cantidad de estudios musicológicos creados por numerosos investigadores y expertos en esta materia.

## Principios delsigloXX
Aparte del trabajo de algunos autores que brindaron información sobre la música en Cuba durante el siglo XIX, la cual era usualmente incluida en crónicas que trataban sobre temas más generales, las primeras investigaciones y estudios específicamente dedicados al arte y la práctica musical no aparece en Cuba hasta el comienzo del siglo XX.
En aquel entonces, la investigación y la documentación musicológica no era realizada por profesionales completamente dedicados a esta materia, sino que era llevada a cabo por historiadores, etnólogos y compositores, como el polígrafo Fernando Ortiz (n.1881) o el compositor Eduardo Sánchez de Fuentes (n. 1874). La controversia sostenida por estas distinguidas personalidades en referencia a un posible origen africano (o indígena) de la música cubana, se extendió durante varias décadas, desde los años treinta hasta los cincuenta.
Otra importante figura, María Muñoz (n. 1886), pianista, profesora y directora de coros gallega, graduada en el Conservatorio de Madrid bajo la guía de Manuel de Falla, desarrolló una destacada actividad musical en Cuba. Junto a su esposo Antonio Quevedo, fundó la Sociedad de Música Contemporánea en 1929, promovió la revista Musicalia y fundó la Sociedad Coral de La Habana. Muñoz brindó cursos de musicología en la Universidad de La Habana desde los años treinta. Esos cursos sirvieron de estímulo a las carreras de algunos destacados musicólogos como María Teresa Linares Savio (n. 1920).
Uno de los primeros aportes a los estudios musicológicos en Cuba es el que realiza Emilio Grenet, hermano del famoso compositor Eliseo Grenet. 
Emilio Grenet nació en La Habana en 1901 y falleció en la misma ciudad en 1941. Él estudió Solfeo y Teoría musical con Armando Laguardia, y trabajó como pianista en Nueva York durante el año 1923. Después de su regreso a Cuba viajó a España, donde conoció al compositor Joaquín Turina, quien lo introdujo al que fue su profesor de Armonía, Conrado del Campo.
Grenet regresó a Cuba donde trabajó en la radioemisora del Ministerio de Educación, comenzó sus investigaciones sobre los géneros de la música popular cubana y viajó a Nueva York, para realizar grabaciones con la orquesta de su hermano Eliseo Grenet. Él fue profesor de Composición musical del director de orquesta Enrique González Mántici, e impartió clases de Armonía al compositor y guitarrista Vicente González-Rubiera (Guyún). 
En 1939, Grenet publicó su importante libro "Música popular cubana", que representó un serio estudio de los géneros que integran la música popular cubana, así como una muestra de los más significativos aspectos de la creación musical en Cuba, desde el siglo XIX hasta ese momento. El libro también incluye ochenta partituras de obras representativas.

## Los años cuarenta y cincuenta

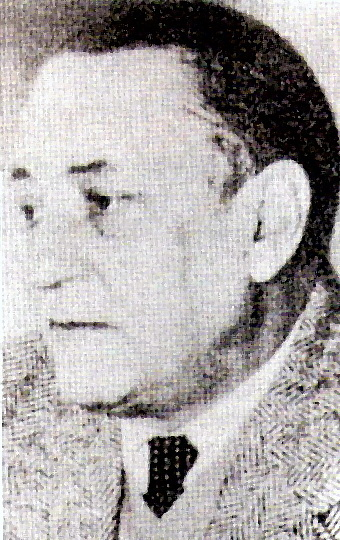
Alejo Carpentier.

En 1946, el famoso escritor, crítico de arte y musicólogo Alejo Carpentier (n. 1904), estableció un punto de referencia con su obra La música en Cuba (1946), en la cual intentó realizar un recuento histórico integral de la música cubana, desde el siglo XVI hasta nuestros tiempos. Aunque la obra presenta como hechos confirmados algunos aspectos históricos controversiales, tales como los orígenes del conocido Son de la Mateodora y de la Contradanza cubana, este importante estudio (basado en exhaustivas investigaciones realizadas por Carpentier) ofreció en su momento una profunda perspectiva nunca antes vista.
Coincidentemente, algunos jóvenes compositores y musicólogos como Argeliers León (n. 1918) e Hilario González (n. 1920) se encontraban en ese momento trabajando diligentemente junto con José Ardévol en el Grupo de Renovación Musical con el propósito de renovar y mejorar el panorama musical cubano. En 1947, Argeliers León continuo ofreciendo los cursos de verano sobre musicología que habían iniciado María Muñoz y Fernando Ortiz en la Universidad de La Habana, y comenzó a impartir enseñanza a prominentes estudiantes como la pianista y profesora Ana Margarita Aguilera Ripoll (n. 1903), autora de una importante recopilación de canciones infantiles, el Cancionero Infantil de Hispanoamérica. Otras importantes musicólogas de esa época fueron María Antonieta Henríquez, fundadora del Museo Nacional de La Música y Lydia Cabrera, una antropóloga ampliamente reconocida por sus estudios sobre la música Afro-Cubana.

## Período posrevolucionario (1959)
Después de la Revolución Cubana en 1959, Pablo Hernández Balaguer (n.1928) enseñó musicología en la Universidad de Oriente, una institución educacional que ofreció el primer doctorado en música en la historia de Cuba. Balaguer realizó un importante estudio sobre el compositor Esteban Salas y publicó el primer catálogo de música en la Catedral de Santiago de Cuba. Él fue profesor de varios distinguidos musicólogos como Virtudes Feliú Herrera (n. 1941), la cual condujo un minucioso estudio de las tradiciones rituales y festivas en Cuba. Su obra ha sido compilada en el Atlas Etnográfico de Cuba el cual recibió un premio de la Academia de Ciencias.
Argeliers León y su esposa María Teresa Linares fueron las principales figuras de la musicología cubana durante las primeras décadas de la Revolución Cubana de 1959. Entre 1961 y 1970, León fue director del Instituto de Etnología y Folklore de la Academia de Ciencias de Cuba y dirigió también el Departamento de Folklore del Teatro Nacional de Cuba, el Departamento de Música de la Biblioteca Nacional José Martí y el Departamento de Música de la Casa de las Américas. El sirvió como profesor en el Conservatorio Municipal de La Habana, enseñó Culturas Africanas en Cuba en la Universidad de La Habana, y musicología en el Instituto Superior de Arte (ISA). Como musicólogo publicó varios libros, entre los cuales se encuentra Del Canto y el Tiempo (1974), donde él propuso una subdivisión en complejos genéricos con el propósito de analizar los estilos de la música cubana.
María Teresa Linares condujo extensas investigaciones en diversas áreas de la historia de la música y publicó numerosos libros y artículos. Ella trabajó como profesora en el Conservatorio Alejandro García Caturla, la Universidad de La Habana y el Instituto de Etnología y Folklore de la Academia de Ciencias. Ella fue directora del Museo de La Música hasta el año 2000, y más tarde estuvo afiliada a la Fundación Fernando Ortiz.
Durante la primera década de la Revolución Cubana (1960 a 1970), una generación emergente de musicólogos comenzó a adquirir reconocimiento dentro de la escena musical cubana. Debemos mencionar en primer lugar a dos humildes y dedicados investigadores que poseen ciertas características comunes. Ambos tuvieron previa experiencia universitaria y trabajaron durante muchos años en la Biblioteca Nacional José Martí como investigadores; inclusive, sus principales temas de investigación estuvieron de alguna forma relacionados con la obra musicológica de Alejo Carpentier. Alberto Muguercia (n.1928), un abogado de Santiago de Cuba, ostenta el honor de haber refutado uno de los grandes mitos en la historia de la música cubana: el de los orígenes del Son de la Ma Teodora. En su famosa obra La música en Cuba, Alejo Carpentier atribuye categóricamente a una popular melodía, llamada Son de la Ma Teodora, un origen que se remonta al siglo XVI, sin haber conducido una minuciosa investigación acerca de este asunto, convirtiendo de esta manera una afirmación errónea en una tradición popular. En un brillante artículo acerca de este tema, llamado Teodora Ginés: ¿Mito o realidad histórica? Muguercia demuestra la inexactitud de esa teoría.
A su vez, Zolia Lapique (n. 1930), bibliotecaria e historiadora, refuta una teoría formulada por Carpentier en referencia al origen franco-haitiano de la Contradanza Cubana. Ella le atribuye un desarrollo más temprano a esa popular danza, así como otro posible origen (Español e Inglés) en su destacado artículo: Aportes Franco-Haitianos a la contradanza cubana: mitos y realidades. Otros miembros prominentes de esa generación son:
- Cristóbal Díaz Ayala (n. 1930), autor de una discografía integral de la música cubana
- Jorge Ibarra (n. 1931)
- Leonardo Acosta (n. 1933)
- Dulcila Cañizares (n. 1936)
- Raúl Martínez Rodríguez (n. 1937)
- Helio Orovio (1938-2008), autor de Diccionario de la Música Cubana
- Radamés Giro (n. 1940)
- Danilo Orozco (1944-2013)
- Alberto Faya (n. 1944).[6]

## La segunda generación, los años setenta y más allá
Los miembros de la segunda generación de musicólogos cubanos que emergen durante el período de la Revolución Cubana fueron graduados, en su gran mayoría, del Conservatorio Municipal de La Habana o del Instituto Superior de Arte (ISA), el cual comenzó a ofrecer el primer título universitario de Musicología en la historia de Cuba. Muchos de ellos trabajaron más tarde en el recién creado Centro para la investigación y desarrollo de la música cubana (CIDMUC), fundado en 1978. De este grupo debemos mencionar a dos renombradas musicólogas que trabajaron frecuentemente en estrecha colaboración: Victoria Elí (n. 1945) and Zoila Gómez (n. 1948). Debemos también mencionar a Tamahra Martín (n. 1945), la cual dedicó dos libros a la música coral: La música coral en Cuba” (1987) y Música Coral (1990).

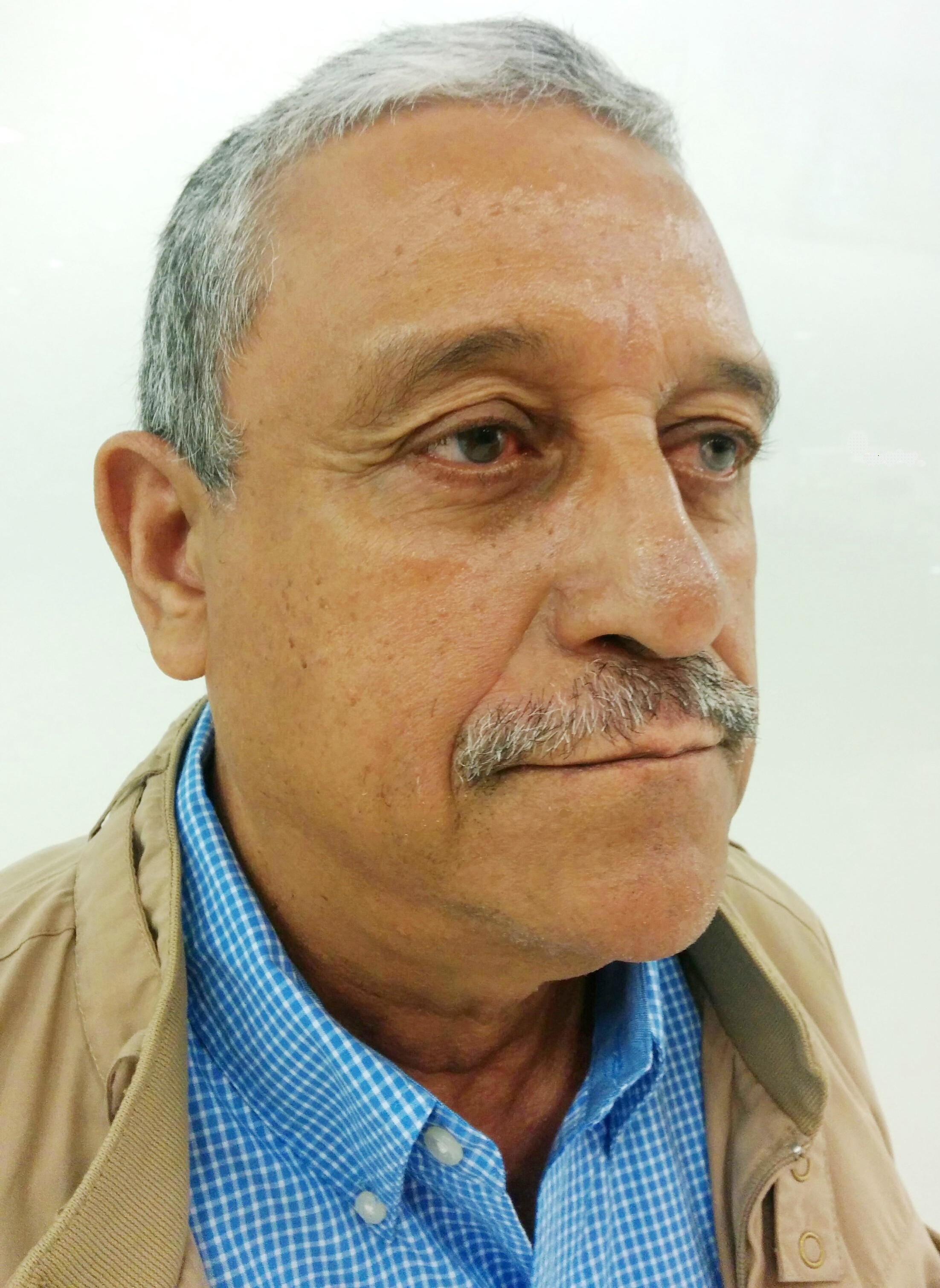
Rolando Antonio Pérez Fernández, musicólogo, violonchelista y profesor cubano.

Otros dos importantes musicólogos de esa generación son Alberto Alén Pérez  (n. 1948) y Rolando Antonio Pérez Fernández (n. 1947). Alberto Alén aplicó sus amplios conocimientos de psicología y estadística al análisis de las formas musicales y a la pedagogía musical, en publicaciones tales como La forma de las formas musicales y  Diagnosticar la musicalidad. Rolando Pérez ha realizado extensas investigaciones acerca de la música Afro-Cubana y es reconocido por haber documentado y analizado el proceso de transición de los ritmos ternarios a los binarios en la música cubana y latinoamericana, durante los siglos XVIII y XIX, en su libro titulado Proceso de binarización de los ritmos ternarios africanos en América Latina (1987).
Olavo Alén (n. 1947) ha seguido de cerca los pasos de Argeliers León en sus estudios sobre la música Afro-Cubana, y ha elaborado y expandido las teorías de León sobre los complejos genéricos, en obras como Géneros de la música cubana, de 1976.
Esas teorías han sido refutadas por otros musicólogos como Leonardo Acosta, quien explica en su artículo De los complejos genéricos y otras cuestiones:

Afortunadamente, la teología [sic] de los complejos genéricos ha sido vista con escepticismo en los círculos musicológicos de varios países, incluyendo a Cuba, donde algunos musicólogos han oscilado entre el rechazo, el escepticismo y el desdén...

Otros miembros de este grupo son los reconocidos musicólogos Martha Ezquenazi (1949), Jesús Gómez Cairo (1949) y Dora Ileana Torres (1956).
Más recientemente, un grupo de jóvenes musicólogos cubanos se ha ganado una merecida reputación por su sólido trabajo en los medios académicos internacionales. Algunos de los miembros más destacados de este grupo son: Miriam Escudero Suástegui, Liliana González Moreno, Iván César Morales Flores y Pablo Alejandro Suárez Marrero.